# 지영석
지영석(1961년 ~ )은 미국의 출판인, 기업인이다.

## 생애
1961년 세네갈, 핀란드 주재 대사를 역임한 지성구의 아들로 미국에서 태어났다. 초등학교 4학년부터 중학교 1학년까지 한국에서 학교를 다녔다. 이후 미국으로 프린스턴대학 경제학과를 최우등으로 졸업하고, 콜롬비어대학에서 MBA 학위를 받았다. 아메리칸 익스프레스 상무직을 지내다가 1992년 세계 최대의 출판그룹인 '잉그램'으로 이직하였다. 이는 창업자인 브론손 잉그람이 청년 시절부터 그의 멘토였기 때문이다. 1996년 당시 전자책 분야의 선구자라고 할 수 있는‘라이트닝 소스’를 동료들과 함께 설립했다. 이후 랜덤하우스 회장을 지냈고, 현재 엘제비어의 회장이며, 동양인 최초로 국제출판협회(IPA) 회장직을 역임했다. 2008년 포브스 아시아서 선정한 성공한 재미동포 25인으로 선정되었다.